# Ali Shukri
Ali Shukri (1919 - 2005) was een Joegoslavisch politicus van de Liga van Communisten van Kosovo (Savez Komunista Kosovo (i Metohija), SKK), toen de enige politieke partij van Kosovo.
Van 1963 tot mei 1967 was hij Voorzitter van de Uitvoerende Raad, vergelijkbaar met premier, van de Autonome Provincie Kosovo en Metohija. Zijn voorganger was Fadil Hoxha en zijn opvolger Ilija Vakić.
Van augustus 1981 tot 1982 was hij president van het presidentschap in de Socialistische Autonome Provincie Kosovo, de naam van Kosovo tussen 1974 tot 1990 als onderdeel van de republiek Servië in de federatie Joegoslavië. Zijn voorganger was Xhavid Nimani en zijn opvolger Kolë Shiroka.